# Mari Jungstedt
Mari Jungstedt (Estocolm, 1962) és una periodista i escriptora de novel·la negra sueca.
Jungstedt ha treballat com a reportera a la Ràdio Pública Sueca i a Televisió Sueca i també ha treballat ocasionalment com a presentadora del programa diari Förkväll de la cadena sueca TV4. Les seves novel·les transcorren principalment a l'illa de Gotland i tenen com a protagonistes el comissari Anders Knutas i el periodista Johan Berg. Mari Jungstedt viu a Nacka, als afores d'Estocolm. El seu marit és de Visby, a l'illa de Gotland, on estiuegen.
Les seves novel·les s'han traduït com a mínim a l'alemany, anglès, català, castellà, danès, finès, francès, neerlandès i polonès. Al català ha estat traduïda per Anna Turró Armengol, Alexandre Gombau i Arnau, Pep Verger, Núria Vives i Colom i Jordi Boixadós, depenent del volum. Dues de les seves novel·les han estat portades al cinema per la Televisió Sueca.
El febrer del 2011, l'autora va visitar Barcelona per participar en "BCNegra", la setmana negra de Barcelona, una trobada anual dedicada al gènere detectivesc.